# Bingelrade
Bingelrade, (en limbourgeois Bèngelder), est un village néerlandais situé dans la commune de Beekdaelen, dans la province du Limbourg néerlandais. Le 1er janvier 2007, le village comptait 880 habitants.

## Histoire
Le 1er janvier 1982, la commune de Bingelrade fusionne avec celles de Merkelbeek, Jabeek et Schinveld, pour former la nouvelle commune d'Onderbanken.